# Chai (thực vật)
Chai hoặc chai Thorel (danh pháp khoa học: Shorea thorelii) là một loài thực vật thuộc họ Dipterocarpaceae. Loài này có ở Campuchia, Lào, Thái Lan, và Việt Nam.